# Лі Гріффітс
Лі Гріффітс (шотл. Leigh Griffiths, нар. 20 серпня 1990, Единбург) — колишній шотландський футболіст, що грав на позиції нападника. Відомий, зокрема, виступами за «Селтік», а також національну збірну Шотландії.

## Клубна кар'єра
Лі Гріффітс почав займатися футболом у рідному районі Единбурга Лейт, граючи в місцевій молодіжній команді «Лейт Атлетик». Разом з нею він став володарем дитячого Кубка Шотландії. Пізніше хлопець деякий час навчався в академії «Гіберніана», де щоправда не затримався через конфлікт з одноклубниками. Останньою його командою на молодіжному рівні став «Фолкерк», але там він також не заграв.

### «Лівінгстон»
Дебют Лі у великому футболі стався в «Лівінгстоні», в 16 років він вийшов на заміну в матчі з «Ейрдрі Юнайтед» 30 грудня 2006 року. У 2009 році Гріффітс міг опинитися у «Вест Бромвіч Альбіон», але перехід зірвався через зміну тренера англійців. Всього за «Лівінгстон» Лі зіграв в чемпіонаті 47 матчів, оформивши 22 голи.

### «Данді»
25 червня 2009 роки за £125,000 Гріффітс перейшов у «Данді», незважаючи на те, що у квітні сторонам домовитися так і не вдалося. У сезоні 2009-10 своїми трьома голами Лі допоміг «Данді» здобутити Шотландський кубок виклику. На момент переходу до «Вулвергемптона» Гріффітс провів 47 матчів за «Данді» в чемпіонаті, забивши 21 гол.

### «Вулверхемптон»
27 січня 2011 року він став гравцем «вовків», ціна трансферу склала близько £150,000. Але в Англії пробитися в основний склад йому не вдалося, і в 2011 році Лі поїхав в свою першу оренду у «Гіберніан», в академії якого він починав колись грати у футбол. Спочатку його оренда була розрахована на півроку, але в січні була продовжена до закінчення сезону. У Единбурзі Лі відзначався скандальними витівками: тричі він показував непристойні жести під час гри, ходили чутки про нібито бійку Гріффітса з наставником «Гібз» Петом Фенлоном, але вони були спростовані клубом.
По закінченню оренди Гріффітс повернувся у «Вулверхемптон», але вже в наступному сезоні знову поїхав в оренду в «Гіберніан», цього разу на півроку. У січні стало відомо, що Лі залишиться в «Гіберніан» до кінця сезону.
У червні 2013 року Гріффітс повернувся у «Вулверхемптон», що вилетів до Першої ліги, і після розмови з новим головним тренером команди Кенні Джекеттом вирішив залишитися. 16 липня він забив свій перший гол у футболці «Вулвз», вразивши ворота «Рексема» у товариському матчі і принісши клубу перемогу з рахунком 1-2. Незабаром Лі отримав футболку з ігровим номером 9.

### «Селтік»
31 січня 2014 року Лі Гріффітс підписав чотирирічний контракт із «Селтіком». Сума трансферу не розголошувалася.

## Титули і досягнення
«Селтік»:
- Чемпіонат Шотландії
  - Чемпіон (7): 2013–14, 2014–15, 2015–16, 2016–17, 2017–18, 2018–19, 2019–20
- Кубок шотландської ліги
  - Володар (5): 2014–15, 2016–17, 2017–18, 2018–19, 2019–20
- Кубок Шотландії:
  - Володар (4): 2016–17, 2017–18, 2018–19, 2019–20